# Мак Сеннет
Мак Сеннет (англ. Mack Sennett, 17 січня 1880 — 5 листопада 1960) — американський кіноактор, режисер, продюсер та сценарист. Протягом своєї кар'єри брав участь (як режисер, сценарист, продюсер або актор) у створенні 1350 фільмів.
Серед американських режисерів, імена яких увійшли в історію кіно, Мак Сеннет займає відособлене місце. Це пояснюється головним чином тим, що він завжди працював тільки в одному жанрі ексцентричної комедії.

## Біографія
Мак Сеннет (Майкл Зіннот, ірландець за походженням) народився в сім'ї коваля. Ніякого спеціального освіти не отримав. Змінивши багато професій, він став актором опери, а потім в 1907–1908 роках випадково потрапив в кіно. Познайомившись з Девідом Гриффітом в 1909 році, він під його керівництвом спочатку знімався, а потім почав режисерську практику. Природний гумор, трохи великоваговий і грубуватий, допоміг йому поставити в «Біографі» кілька непоганих комедій.
Враховуючи невибагливість смаків широких кіл американських глядачів, Мак Сеннет спирався у своїх фільмах на практику мюзик-холу і бурлеску. Використовуючи досвід європейських майстрів комедійного жанру і циркову клоунаду, він створив своєрідний гібрид, який і отримав назву так званих «кістоунских комедій».
Він помер 5 листопада 1960 року, в Вудленд-Гіллз, Каліфорнії, у 80-річному віці, і був похований на цвинтарі Святого Хреста в Каліфорнія.

## Творчість

### Сюжети, використовувані Маком Сеннетом
Він випускав два-три фільми на тиждень, тому винайдений одного разу прийом повторювався по кілька разів і варіювався доти, поки не набридав публіці.
Комедії, в яких дія розгорталося в булочних та кондитерських магазинах, закінчувалася одним і тим же номером — герої закидали фізіономії один одного тістечками з кремом і закінчували цю процедуру, коли їх особи перетворювалися на суцільну маску, а ноги починали ковзати по підлозі. Потім дія переносилася на вулицю, де відбувалася безглузда гонитва учасників комедії один за одним, що супроводжувалася падіннями, подоланням непотрібних перешкод і так далі.
Після того як фільми з кремом, ляпасами і стусанами віджили своє, з'явилися комедії з автомобілями. Автомобілі здійснювали головоломні трюки: врізалися в стіни, перелітали через кущі та паркани. Їх змінила серія комедій з полісменами, потім комедії з купальницями, в яких воювала знамениті «кістоунскі гдівчата». Дія цих комедій незмінно відбувалося на пляжах. Купальні костюми підкреслювали витончені лінії красивих жіночих фігур, і глядачі, як правило, захоплювалися вже не дотепними положеннями, а головним чином статурою актрис.

### Творчий метод
Комедії Мака Сеннета, як правило, були короткометражними, в одну або в дві частини. Вони представляли собою: нагромадження найнеймовірніших положень, об'єднаних досить примітивним сюжетом. Мак Сеннет не зупинявся перед включенням у фільм очевидних безглуздостей, аби вони були смішні. На відміну від Томаса Інса, у якого основою виробництва був «залізний сценарій», Мак Сеннет працював, по суті, без сценарію. Він придумував окремі комедійні положення і навколо них розвивав сюжет.
Мак Сеннет в буквальному сенсі цього слова, стандартизував виробництво кінокомедій, доходячи часом до відкритої грубості і цинізму.
На думку Мака Сеннета, головне, що потрібно комедійному актору для успіху, — це знайти свою «візитну картку». З цим поняттям на студії «Keystone» пов'язували чисто зовнішні прикмети — костюм, грим, манеру поведінки, ходу. Характер образу перебував за межами «візитної картки».
У Мака Сеннета починали свою кар'єру майже всі найбільші комедійні актори, і всі вони знаходили свою «візитну картку»: товстун Фатти, косоокий Бен Терпін, бродяга Чарлі Чаплін і т. д.
У комедіях, говорив Мак Сеннет, «головне — це дія».

### Висновок
Сеннетт — основоположник всієї американської школи кінокомедії. І його суперники і його учні слідували його традиціям, продовжуючи створювану в кінематографії «суміш» типово національного з елементами, взятими Сеннетом з різних іноземних зразків. Завдяки Сеннета школа американської кінокомедії стала першою школою кінокомедії у світі і практично користувалася абсолютною монополією доти, поки не був створений звуковий кінофільм.

## Нагороди
У березні 1938 року йому було вручено почесну премію Оскар.

## Цікаві факти
- Саме Сеннету вперше спала на думку ідея втілити на екрані кидання кремовими тортами.

## Вшанування пам'яті
За великий внесок в кіноіндустрію Сеннет отримав зірку на алеї слави в Голлівуді.

## Фільмографія
- 1913: Самотня вілла
- 1913: Підглядаючий Піт
- 1914: Останній жарт Мейбл / Mabel's Latest Prank
- 1930: Ігровий матч / Match Play